# 廢墟圖書館
廢墟圖書館（英文：Library of Ruina）是一款由韓國遊戲工作室Project Moon於2021年8月開發並在 Windows 和 Xbox One 上發行的牌組構築战略遊戲，前作游戏是《脑叶公司》。背景设定在《脑叶公司》触发D结局（50天成功通过后即可触发D结局发射光之种），安吉拉夺取光之种之后的故事。

## 玩法
與前作腦葉公司不同，本遊戲為卡牌遊戲，玩家需使用不用的書頁（卡牌）以在舞台上與來賓碰撞出情緒的高潮。
目前的遊戲有三種類型的骰子,分別為進攻型骰子：斬擊，打擊，穿刺。（簡稱紅骰）進攻型骰子在拼點勝利時會造成相當於骰子點數的傷害以及等額混亂傷害。
防禦型骰子：招架，閃避。（簡稱藍骰）如果沒有使用（拼點消耗）那麼就會保留，直到這一幕結束或被單方面攻擊而消耗掉。
反擊型骰子：斬擊，打擊，穿刺，招架，閃避。（簡稱黃骰）前三種骰子在成功時與進攻型骰子效果相同，後兩種骰子在成功時與防禦型骰子效果相同。黃骰是被動性的骰子，即只能在單方面被攻擊時觸發，它無法在主動拼點時觸發。如果拼點勝利，可以做到連續使用，直到失敗或者對方這張書頁的骰子全部使用。
招架（無論藍黃）在與進攻型骰子拼點勝利時給予對方相當於差值的混亂傷害，且失敗時也會減少相當於差值的傷害，如果招架骰與閃避骰拼點成功，則給予對方相當於招架骰點數的混亂傷害（反震傷害）；閃避（無論藍黃）在與所有骰子拼點勝利時會恢復與閃避骰等量的混亂傷害，如果拼點勝利，可以做到連續使用，直到失敗或者對方書頁骰子全部使用。
但藍骰閃避在遇到藍骰時便會中斷。區別在於，黃骰閃避和防禦如果一直拼點勝利能直接拼掉一張書頁，但是藍骰的閃避遇上了藍骰就會中斷。

## 世界观
都市由世界之翼所统治，其中作为政府的是A公司（首脑）、B公司（眼线）、C公司（爪牙），分别负责审判、监督、惩戒（也对应着黑森林的三鸟）。
25家世界之翼将都市划分为25个巢（A-Y），巢之间的地方是后巷，后巷由协会和帮派共同统治着。后巷协会中的工作者被称为收尾人，他们会接下所有委托，只要你能付出相应的报酬。收尾人大多数都在事务所中工作。하나协会将收尾人分为1-9阶，其中1阶的出色收尾人会被评定为色彩级收尾人。
在都市中，任意灾难、帮派都会被协会划分为：“传闻”、“都市怪谈”、“都市传说”、“都市恶疾”、“都市梦魇”、“都市之星”。
以及首脑亲自判定的“杂质”。

## 故事大纲
废墟图书馆（以下简称图书馆）继承前作脑叶公司的剧情，50天后，光之种在都市发射，安吉拉窃取了4天的能量，打造了一座立于脑叶公司的遗址的图书馆。然而图书馆建成没多久，一名自称9阶收尾人罗兰闯入了图书馆，安吉拉发现后便卸掉了罗兰的四肢，将罗兰变为了负责接待的司书。作为司书的罗兰很快就学会了如何与来宾们打打交道（物理上的）。
传闻：“双手摸索着口袋，走到路上。”
在这一章节，图书馆先后接待了耗子、潤事务所、钢铁兄弟会和吊钩事务所。
都市怪谈：“人们在日落之前，没有闲暇去思量，此曲尾声的恐怖。”
在这一章节，图书馆先后接待了皮埃尔的大肉派和街灯事务所。
都市传说：“嗅到我的屋里，祭物散发的伟大香味。”
在这一章节，图书馆分别接待了Zwei协会、丧家犬和臼齿事务所。
都市恶疾：“他们竟说我健康无恙。”
在这一章节，图书馆分别先后接待了“谢肉祭、黑云会”、“句点事务所、不莱梅乐队”、“黎明事务所、楔子事务所”、“视线事务所、汤玛丽”。
待补充……

## 遊戲地理

### 都市
由25个巢组成，是世界之翼管理的区域。首脑、眼线、爪牙作为统治者统治都市。

### 巢
又稱“世界之翼”。共25個字母編號（A-Y）。不確定Z公司是否存在。

### 後巷
在都市邊緣、巢之間或靠近城市甚至在郊區的地塊。與巢不同，在後巷中普通人的生命非常廉價，安全無法得到保證。

### 郊區
郊区是整个都市之外的区域，存在于秩序之外，游离于法度之上。被“首脑”拒绝和丢弃的东西会被抛出都市进入郊区，就像一个倾倒都市的杂质的垃圾场。其位于都市之外，包裹着整个都市。那里没有法律存在，因为是被首脑认为非人的存在，所以郊区可能会有大量的不可言说的怪物和上古科技。但是郊区上的一些废弃建筑也会成为一部分拾荒或无家可归者最后投奔的居所。

## 勢力

### 事務所
由“收尾人”組成的會所，實力參差不齊。主要處理各種事務。大部分圖書館賓客都是事務所的收尾人。事務所有評級，最低9級，最高1級。

### 協會

#### 하나協會
第一協會，官方最高執行機關。所有收尾人的評級，事務所執照的頒發及委托處理細節都由它負責。
“하나”是韓語中的數字1。發音是“Hana”。

#### Zwei
第二協會。主要負責治安和保護，更加擅長防禦，能不攻擊他人就不攻擊。
“Zwei”是德語中的數字2。發音是“ciwai”。

#### 其餘協會
Tres, し, Cinq, 六，seven。

### 手指
坐落于後巷，分爲拇指，食指，中指，環指和小指。遍佈都市，主要活動範圍在後巷，以比喻像一隻手一樣掌握整個後巷。各個手指互相敵對，但有時也會合作。

## 都市居民

### 收尾人
收尾人是僱傭人員，他們完成着多种危險活動，談判合同和收集情報等任務；簡而言之，任何需要普通人不具備的技能的工作。收尾人收到的大多數工作都來自後街，儘管他們在巢仍然有需求。雖然總體犯罪率較低，但巢內居民仍然可以尋求收尾人的保護，而公司可能需要他們的專業技能。
外人認為收尾人的生活方式是理想的，許多人認為收尾人是現實生活中的英雄。普通城民聽到著名收尾人的冒險經歷，並將該職業視為逃避單調的日常工作，以及快速獲利的機會。成為有執照的收尾人就像通過Hana協會提供的體檢一樣容易，Hana協會是正式負責所有收尾人活動的組織。不幸的是，這是收尾人生活中最簡單的部分。撇開業務的危險不談，它也沒有提供人們認為它擁有的自由。
除了後街的無法無天狀態外，大多數收尾人工作一開始就危及生命。即使是耗子也可能壓倒新手收尾人。即使是事務所、商業組織和協會也不是安全的，因為犯罪幫派出於各種原因會定期在沒有警告的情況下進行事務所突襲，甚至完全消滅他們；收尾人以這種方式失去同事並不罕見。由於他們的高死亡率，收尾人傾向於避免彼此建立密切的社會聯繫。因此，收尾人的共同理解是保持專業，將個人生活和工作生活分開，並避免任何激情或同情的感覺。這並不意味著收尾人之間的關係，特別是浪漫的關係，不會發生，但它們有可能以悲劇告終。
已證實存在的色彩級收尾人：蒼藍殘餉，殷紅迷霧，漆黑噤默，堇紫淚滴，朱红十字，猩红视线，靛蓝长者。

### 耗子
耗子們是存在於後巷的街頭混混，由那難以維持生計的人組成。而他們的組織鬆散，所以他們遠遠不能稱作是一個幫派，並且不隸屬於其他大的組織或派系。

### 清道夫
清道夫一般在“後巷深宵”時（3時13分到4時23分）清掃後巷和郊區，其上級是“嬤嬤”，白天的時候會掩人耳目，謹慎行事。
但如果首腦需要，無論是白天還是黑夜都會出現
清道夫的身體完全由液體構成（该液體是經由首腦批准取得專利的技術），通過特製的服裝維持自身，這些液體便是驅動他們的燃料，一旦耗盡，便會停止活動。
每個清道夫的背部配有燃料罐，將與燃料罐相連的彎鉤插入人體便可使之液化，然後充做燃料。

## 結局

### A結局
安吉拉沒有寬恕羅蘭，含淚殺死了羅蘭，隨後使所有司書沉睡。圖書館墮落為都市之星，13年來一直對外擴張，霸占了大部分L巢，最後安吉拉被书籍猎手杀死以獲得解脫。
（注：“收尾人”，书籍猎手的前身，终将葬身于“惨白管理者”统治下的“图书馆”中）

### B結局
安吉拉寬恕了羅蘭，但羅蘭沒有寬恕安吉拉，羅蘭將安吉拉斬首，同時圖書館毀滅，羅蘭離開後，終日酗酒嗑藥且包攬著臟活累活，後來不久，羅蘭的屍體從下水道中浮了出來，他的背上有著無數把武器，但大多數都是他自己的武器。羅蘭死在了沒人注意的角落，靜靜的被人遺忘了。

### C結局
羅蘭與安吉拉相互寬恕，安吉拉理解了都市人的痛苦，決定將收集的光芒歸還，重新發射了光之種，在圖書館死亡的賓客們都將醒來，率先醒來的是殘響樂團，樂團全員扭曲化，阿爾加利亞還想奪取光之種為了救活妹妹，羅蘭為了保護光裡的安吉拉，與扭曲樂團眾人混戰，安吉拉在光中即將消失時，羅蘭把安吉拉拽了出來，最後再次團滅了殘響樂團，阿爾加利亞被羅蘭殺死，阿爾加利亞死前承認了羅蘭這個妹夫，由於羅蘭的行為，安吉拉變回了機器，賓客們在都市任何角落復活。羅蘭最後向安吉拉遞上了安吉拉變成人前寫的願望清單。
在一場混戰後，圖書館破敗不堪，各層司書都在沉睡中，羅蘭和安吉拉原本以為會有很多人闖進來，卻安靜的出奇，此時都市的統治者首腦已經來了，首腦調律者珍娜，爪牙處刑者巴拉尔，眼線凝視者鲁妲來到圖書館，珍娜說明此次前來是為了將包括圖書館在內的L巢都遷到郊區，並收回曾經任務失敗，如今卻在幫助圖書館的調律者加里翁，羅蘭問，如果讓珍娜三人全部死在圖書館裡會怎樣，珍娜回答，對L巢的遷移不會停止。
羅蘭與巴拉爾戰鬥，羅蘭剛接待完扭曲殘響樂團，還很疲憊，打不過巴拉爾，安吉拉喚醒了語言層指定司書 殷紅迷霧Gebura，前來助戰，珍娜也決定參加戰鬥，珍娜使用奇點鎖住了Gebura，巴拉爾也控制住了羅蘭，哲學層指定司書Binah前來破掉了珍娜的奇點擊退了巴拉爾，珍娜認出了Binah就是曾經的首脑，珍娜說明了要帶她回去，卻遭到Binah反諷。一場混戰後，在圖書館外進行轉移任務的魯妲完成了任務，珍娜和巴拉爾撤離了圖書館，整個L巢和圖書館都被轉移到了郊區。
安吉拉問羅蘭以後的打算，羅蘭說想寫本書，安吉拉便陪同羅蘭一起寫書。